# Atapuerca
Atapuerca egy község Spanyolországban, Burgos tartományban. Atapuerca Cardeñuela Riopico, Rubena, Quintanapalla, Fresno de Rodilla, Barrios de Colina, Arlanzón, Ibeas de Juarros, Villaescusa la Sombría és Arraya de Oca községekkel határos. Lakosainak száma 180 fő (2024).

## Népesség
A település lakosságának változását az alábbi diagram mutatja:
| Lakosok száma | 199  | 200  | 191  | 208  | 206  | 195  | 187  | 162  | 182  | 180  |
|               | 2001 | 2004 | 2006 | 2009 | 2011 | 2014 | 2016 | 2019 | 2021 | 2024 |